# Marianne Binder-Keller

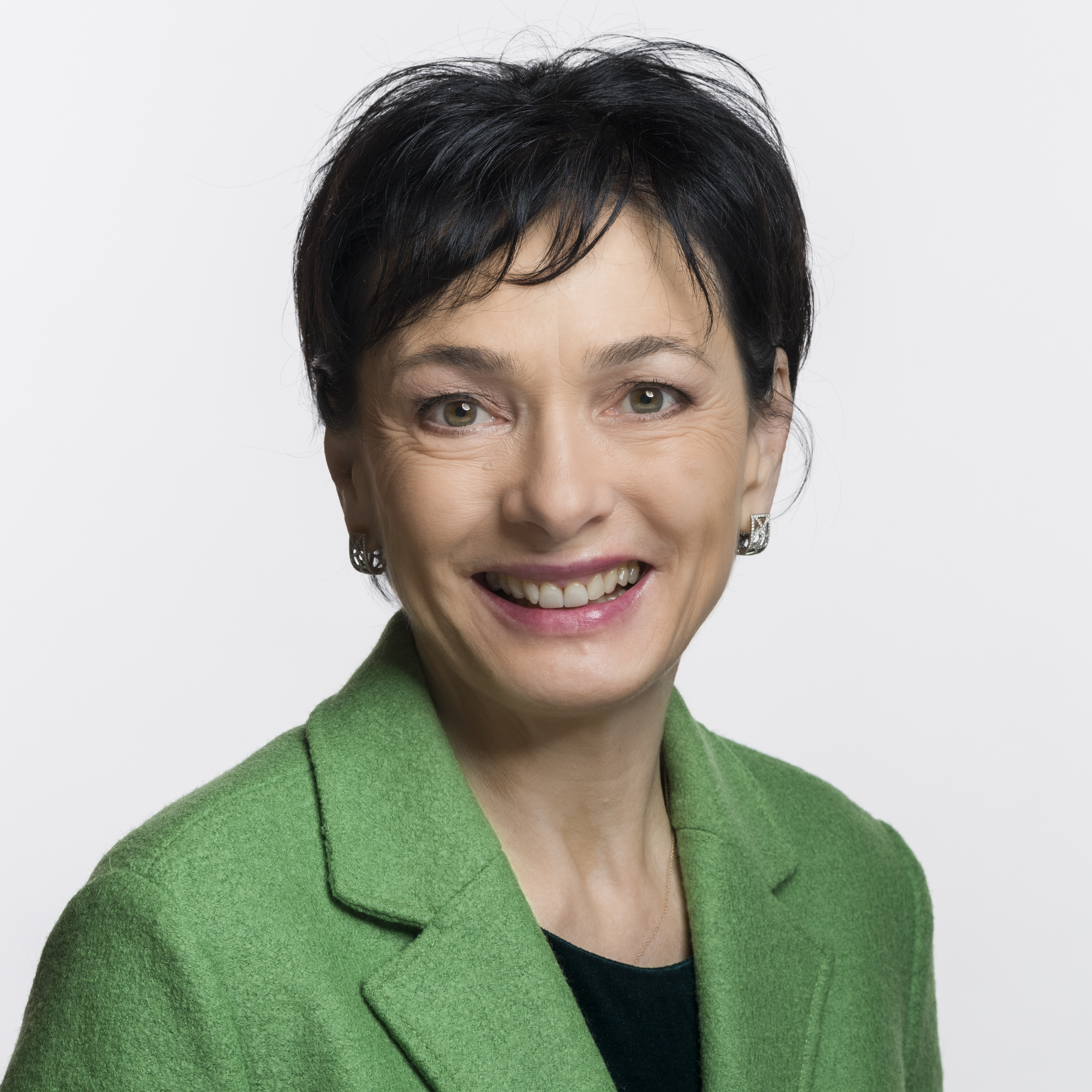
Marianne Binder-Keller (2019)

Marianne Binder-Keller (* 15. Juni 1958 in Zürich) ist eine Schweizer Politikerin (Die Mitte, vormals CVP). Sie ist seit 2023 Ständerätin. Von 2019 bis 2023 war sie Nationalrätin, von 2013 bis 2019 Grossrätin im Kanton Aargau. Seit 2016 ist sie Parteipräsidentin der CVP Aargau bezw. seit 2021 der Mitte Aargau.

## Leben
Binder-Keller arbeitet als Kommunikationsberaterin und Publizistin. Bis September 2013 war sie Kommunikationschefin der CVP Schweiz. Von 2013 bis 2019 war sie Grossrätin. Weiter war sie Präsidentin der CVP des Bezirks Baden, seit 2015 ist sie im Parteipräsidium der CVP Schweiz, bezw. der Mitte Schweiz und seit 2016 Präsidentin der CVP des Kantons Aargau, bezw. der Mitte des Kantons Aargau. Von 2019 bis 2023 war Binder-Keller Nationalrätin, dort war sie Mitglied der Staatspolitischen Kommission und der Geschäftsprüfungskommission. Bei den Wahlen 2023 wurde sie in den Ständerat gewählt, sie gewann im zweiten Wahlgang gegen Benjamin Giezendanner (SVP). Für sie rückte Grossrätin Maya Bally in den Nationalrat nach.
Die Schwerpunkte ihrer politischen Arbeit liegen auf den wirtschaftlichen Rahmenbedingungen, bei der Sicherung von Arbeitsplätzen und auf ethischen Fragen. Entsprechend hat sie im Grossen Rat des Kantons Aargau verschiedene Vorstösse eingebracht, zum Beispiel für den Bürokratieabbau in der Verwaltung oder gegen Radikalismus.
Marianne Binder-Keller wohnt in Baden. Sie ist mit dem Juristen Andreas Binder verheiratet, der ebenfalls Grossrat (CVP) des Kantons Aargau war. Sie hat zwei Kinder, ihr Sohn Simon Binder war von 2014 bis 2022 Präsident der Partei Die Mitte (vorher CVP) der Stadt Baden. Ihre Mutter ist die Schriftstellerin Rosemarie Keller, ihr Vater Anton Keller, früherer CVP-Nationalrat. Ihr Schwiegervater ist Julius Binder, ehemaliger CVP-National- und Ständerat.